# Udo Aschenbeck
Udo Aschenbeck (* 20. Januar 1939 in Liegnitz, Schlesien; † 10. Dezember 1995 in Hamburg) war ein deutscher Schriftsteller, Buchhändler und Sozialpädagoge.

## Leben
Udo Aschenbeck wurde in Liegnitz, das heute zu Polen gehört, geboren und ist somit ein sogenannter „Vertriebener“ oder „Aussiedler“. Die Familie zog nach diversen Stationen nach Vechta, wo er 1959 wegen seiner Homosexualität vom Gymnasium verwiesen wurde. Dann zog er nach Hamburg und begann dort eine Buchhändlerlehre. Später arbeitete er bei einem Grossisten und einer Buchhandlung in Wiesbaden.  Einige Jahre lebte er in West-Berlin. Dann zog er wieder nach Hamburg, wo er sein Studium der Sozialpädagogik begann und abschloss. In Hamburg lebte er bis zu seinem Tode.
Aschenbeck veröffentlichte Gedichte und Erzählungen in verschiedenen Anthologien, vor allem mit Themen zur Homosexualität. Zwei Romane sind von ihm erhalten. Sein Debüt-Roman wurde vom Suhrkamp Verlag verlegt. Während der Neuen Deutschen Welle war er als Songtexter und Bandmitglied aktiv.
Einen Fernsehauftritt hatte der Autor 1988 in der Sendung „Berliner Salon-Literatur Live“ zum Thema „Grenzgänger“, zusammen mit Karin Struck.
Am 10. Dezember 1995 starb der Schriftsteller im Alter von 56 Jahren an den Folgen seiner AIDS-Erkrankung.

## Werk
Romane
- Südlich von Tokio. Suhrkamp, Frankfurt am Main 1987, ISBN 3-518-37909-7.
- Woll. Männerschwarmverlag, Hamburg, 1994, ISBN 3-928-98321-0.

Texte in Anthologien
- 19 Empfindlichkeiten: Reaktionen auf Hubert Fichte. Hrsg. von Mario Fuhse. Männerschwarm-Verlag, Essay, o. J.
- Andere Verhältnisse: Verständigungstexte von Homosexuellen. Frankfurt a. M. Suhrkamp Verlag, 1984, ISBN 3-518-37538-5.
- Grüne Nelken: Liebesgeschichten. Erzählungen.  Hrsg. von Joachim Bartholomae. 1996, ISBN 3-928-98339-3.

## Quelle
- Hergemöller: Mann für Mann: Ein biographisches Lexikon, Suhrkamp Verlag, Frankfurt 2001, ISBN 3-518-39766-4.